# Stazione di Strevi
Stazione di Strevi vasútállomás Olaszországban, Strevi településen.

## Vasútvonalak
Az állomást az alábbi vasútvonalak érintik:
- Alessandria–San Giuseppe di Cairo-vasútvonal

## Kapcsolódó állomások
A vasútállomáshoz az alábbi állomások vannak a legközelebb:
- Caranzano-Sant'Andrea railway station
- Stazione di Acqui Terme